# 岡山大学附属幼稚園
岡山大学附属幼稚園（おかやまだいがくふぞくようちえん、The Kindergarten Attached to Okayama University）は、岡山県岡山市中区東山にある岡山大学が管轄する幼稚園。
正式名称は国立大学法人岡山大学附属幼稚園。
隣接して岡山大学附属小学校・中学校もある。

## 概要
歴史
1884年（明治17年）に県立の「岡山師範学校附属幼稚園」として開園。2009年（平成21年）に創立125周年を迎えた。

## 沿革
- 1884年（明治17年）9月 - 県立「岡山師範学校附属幼稚園」が開園。
- 1885年（明治18年）3月 - 「岡山学校附属幼稚園」と改称。
- 1886年（明治19年）8月 - 「岡山県尋常師範学校附属幼稚園」と改称。
- 1898年（明治31年）4月 - 「岡山県師範学校附属幼稚園」と改称。
- 1911年（明治44年）4月 - 移管により、「岡山県女子師範学校附属幼稚園」となる。
- 1943年（昭和18年）4月1日 - 師範学校の統合・官立（国立）移管に伴い、「岡山師範学校女子部附属幼稚園」となる。
- 1949年（昭和24年）
  - 4月 - 「岡山師範学校附属幼稚園」となる。
  - 5月31日 - 新制「岡山大学」の発足に伴い、「岡山大学岡山師範学校附属幼稚園」となる。
- 1951年（昭和26年）4月1日 - 岡山師範学校の廃止とともに「岡山大学教育学部附属幼稚園」となる。
- 2004年（平成16年）4月1日 - 国立大学法人化される。
- 2009年（平成21年）4月1日 - 岡山市の政令指定都市移行に伴い、住所表記に中区が加わる。
- 2025年（令和7年）4月1日 - 岡山大学の組織変更により、附属学校園が教育学部所管から移管。これに伴い、「岡山大学附属幼稚園」（現園名）と改称。[1]

## 周辺
- 岡山大学附属特別支援学校
- 岡山県立岡山東商業高等学校
- リョービプラッツ東山店
- 岡山市消防局中消防署旭東出張所
- 岡山電気軌道東山本線
- 岡山県道28号岡山牛窓線